# Ruine Hohenringingen
Die Ruine Hohenringingen ist die Ruine einer Höhenburg auf dem 877,5 m ü. NHN hohen Nähberg bei Ringingen, einem Stadtteil von Burladingen im Zollernalbkreis in Baden-Württemberg.

## Geschichte
Der Bergfried wurde vermutlich im 11. Jahrhundert erbaut und erstmals 1180 unter Ritter Dietrich und Otto von Ringingen urkundlich erwähnt. Im Jahr 1390 ist Heinrich „hier gesessen“, der 1373 den Beinamen Affenschmalz aus Italien mitbrachte, wo er im päpstlichen Heer als Condottieri gedient hatte. Im Volksmund wird die Ruine Hohenjungingen ebenfalls danach benannt, diese war jedoch Eigentum derer von Jungingen. Im 15. Jahrhundert ist die Burg nach Zerstörung verfallen und wird 1508 als „Burgstall“ bezeichnet. Bei einer örtlichen Flurbereinigung wurde 1972 mit der Restaurierung der Ruine begonnen. Ebenfalls in Ringingen sind die Reste der Ruine Ringelstein erhalten.

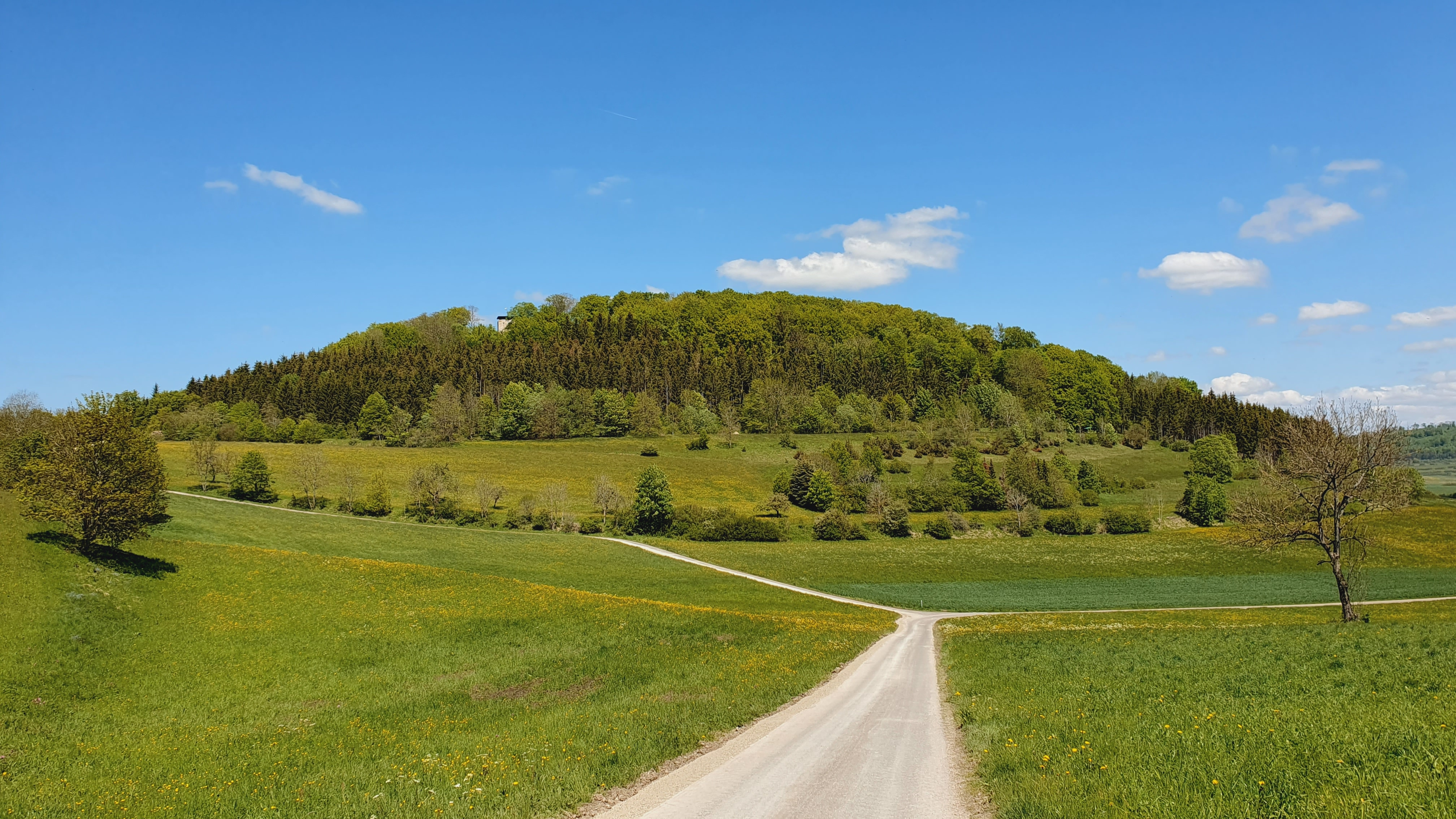
Der Burgberg
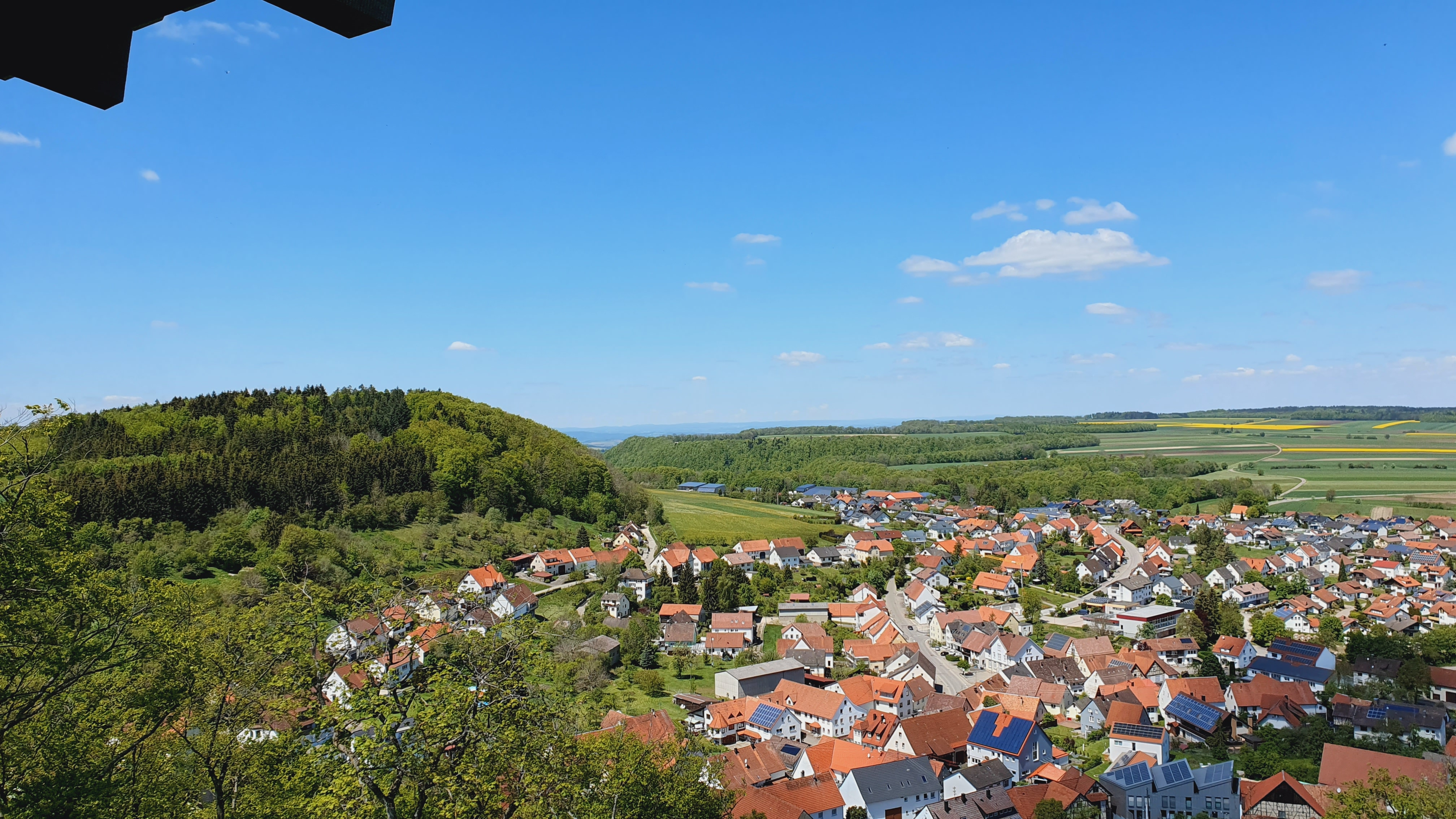
Talblick vom Bergfried nach Ringingen über das Albplateau

## Beschreibung
Von der ehemaligen viereckigen Burganlage, die über einen Bergfried, weitere Gebäude, eine Vorburg, einen Halsgraben, eine Ringmauer und Wälle verfügte, sind der voll restaurierte, seit August 2008 mit einem Dach versehene und als Aussichtsturm begehbare 15 m hohe Bergfried sowie Teile der Ringmauer erhalten.

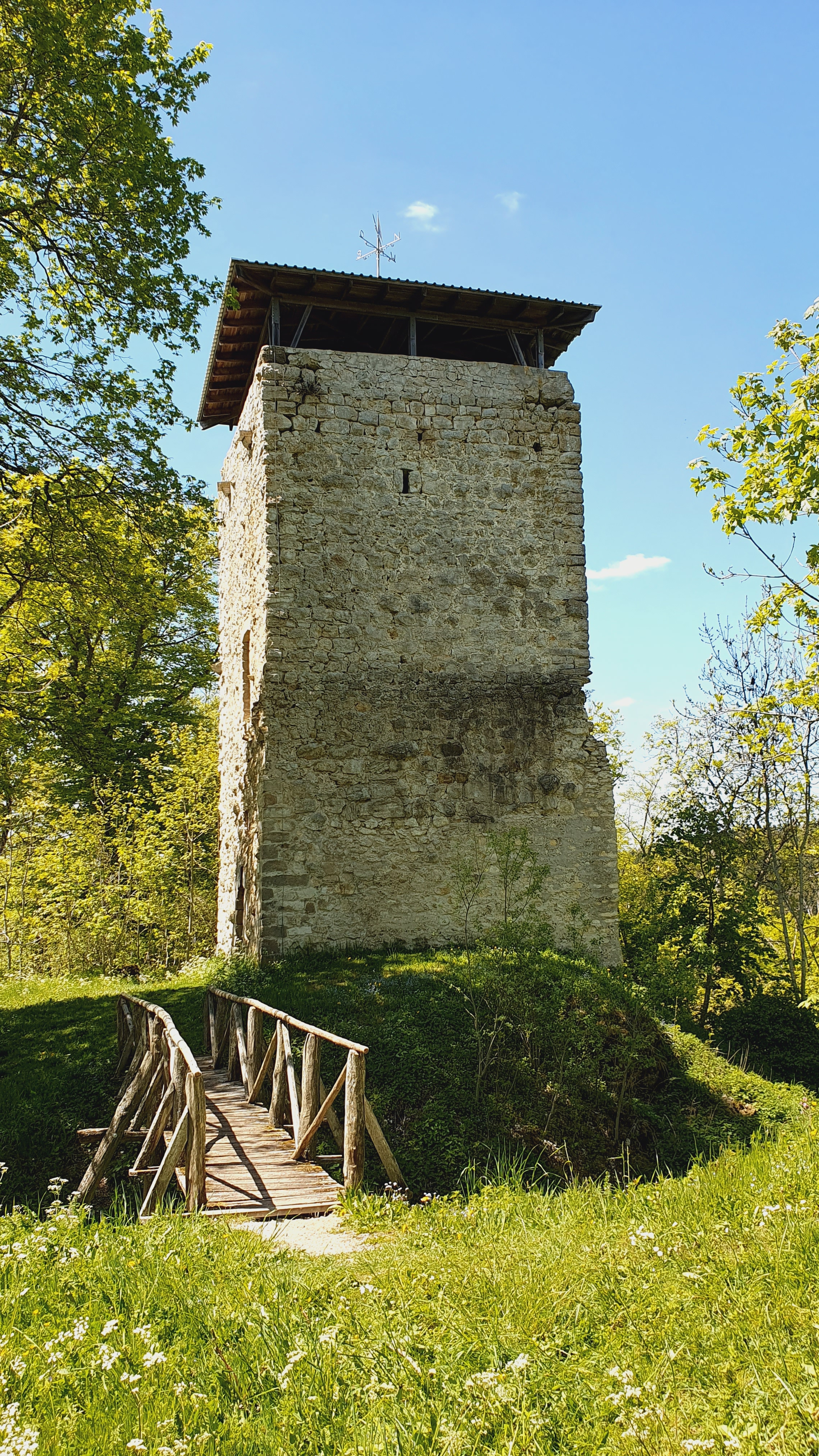
Zugang, Bergfried, Wallgraben
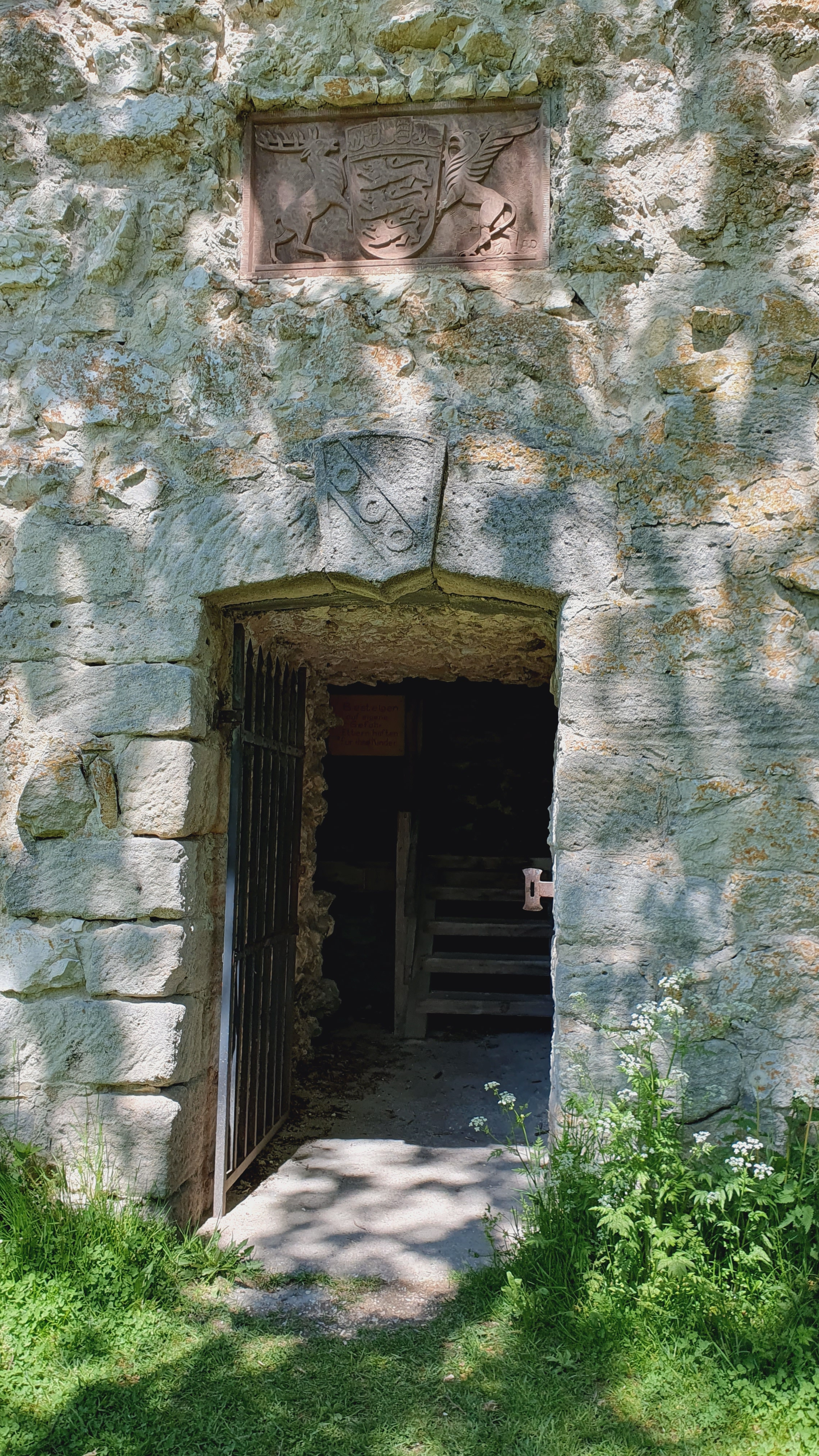
Eingang in den Bergfried mit Wappen von Ringingen und einem Wappen, dass Württemberger/Veringer und vermutlich den Zollernalbkreis symbolisieren soll
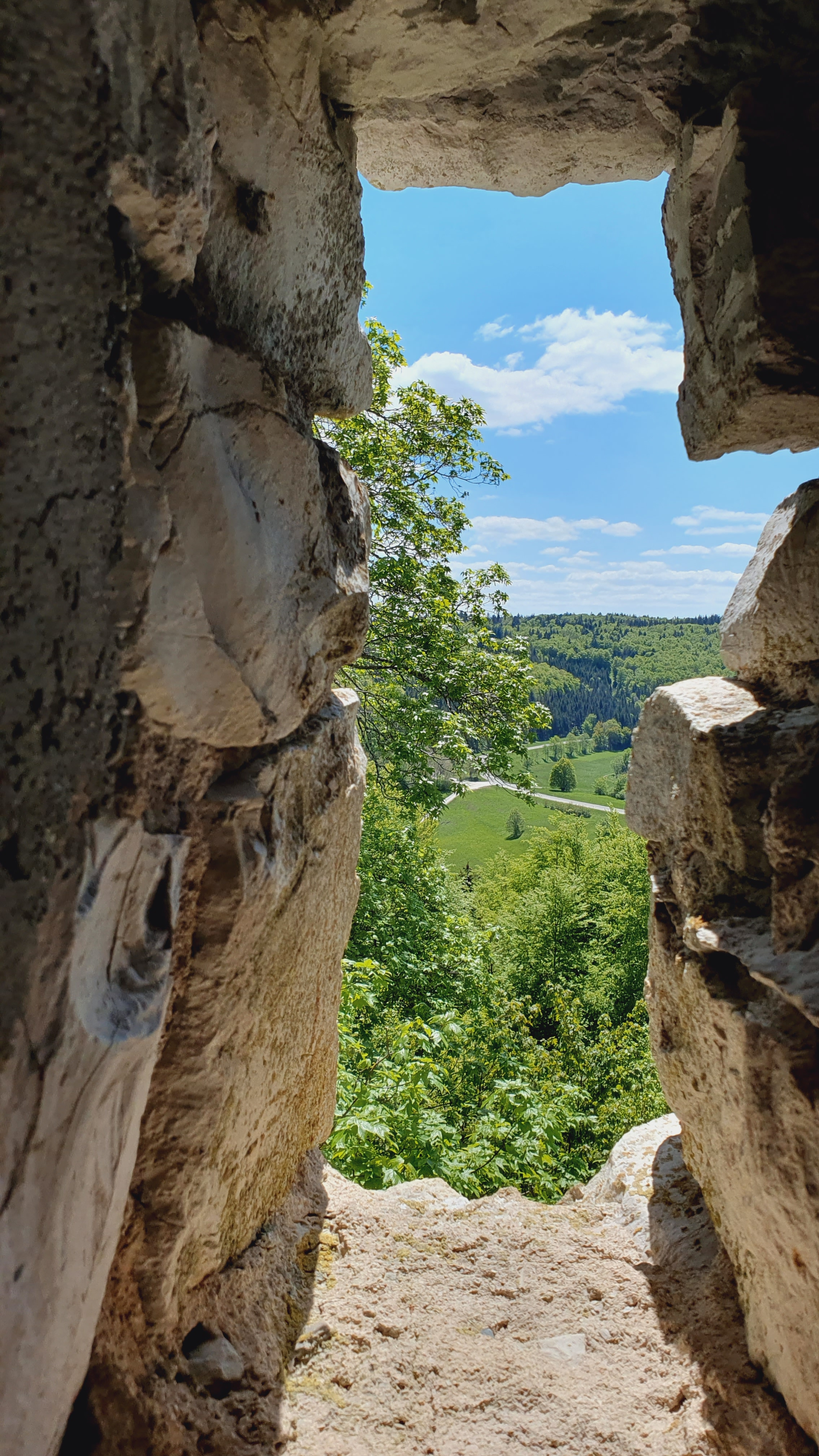
Schießscharte im Turm
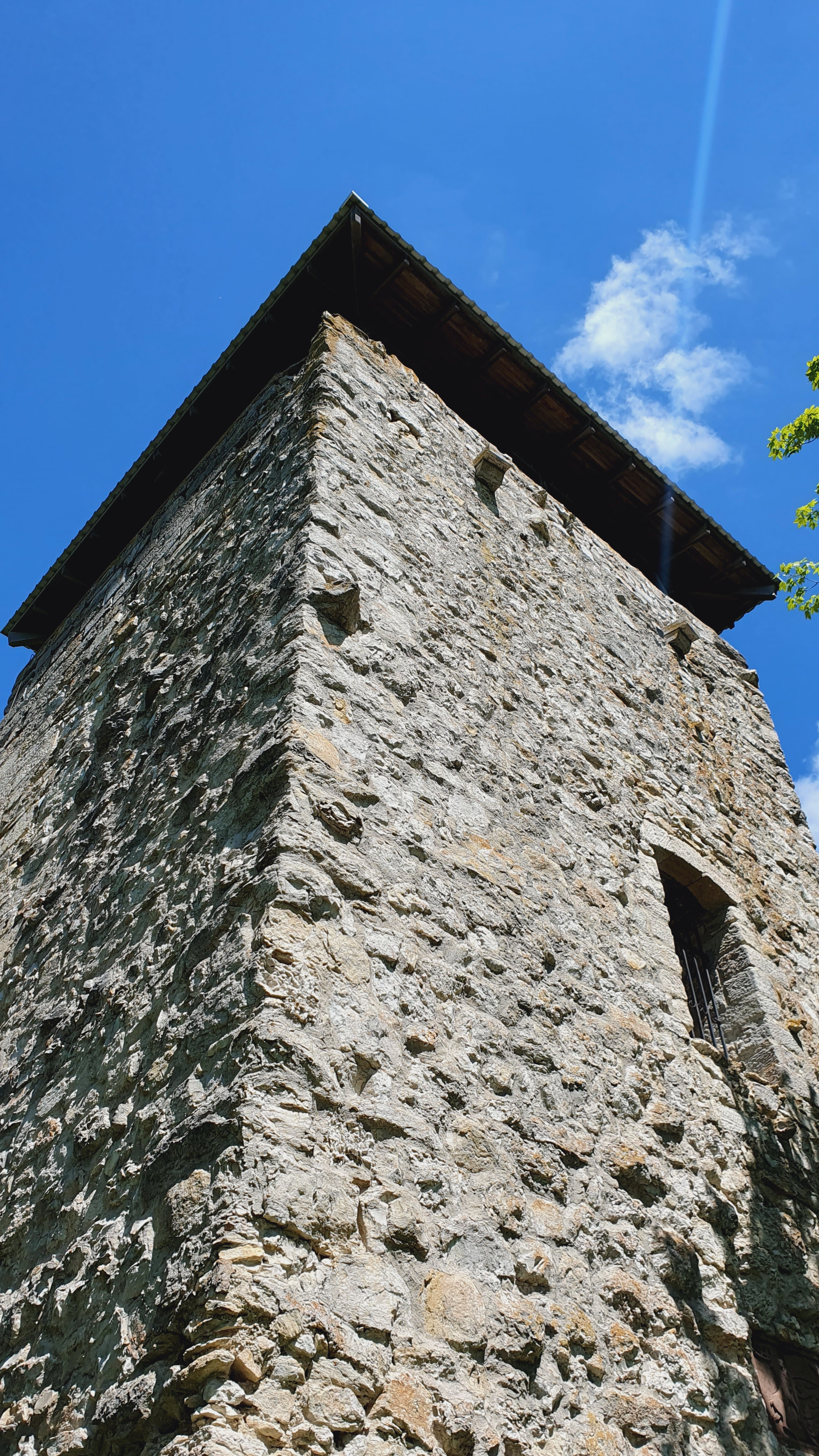
Der alte eigentliche Zugang zum Bergfried in 6 Meter Höhe